# Вольський Василь Григорович

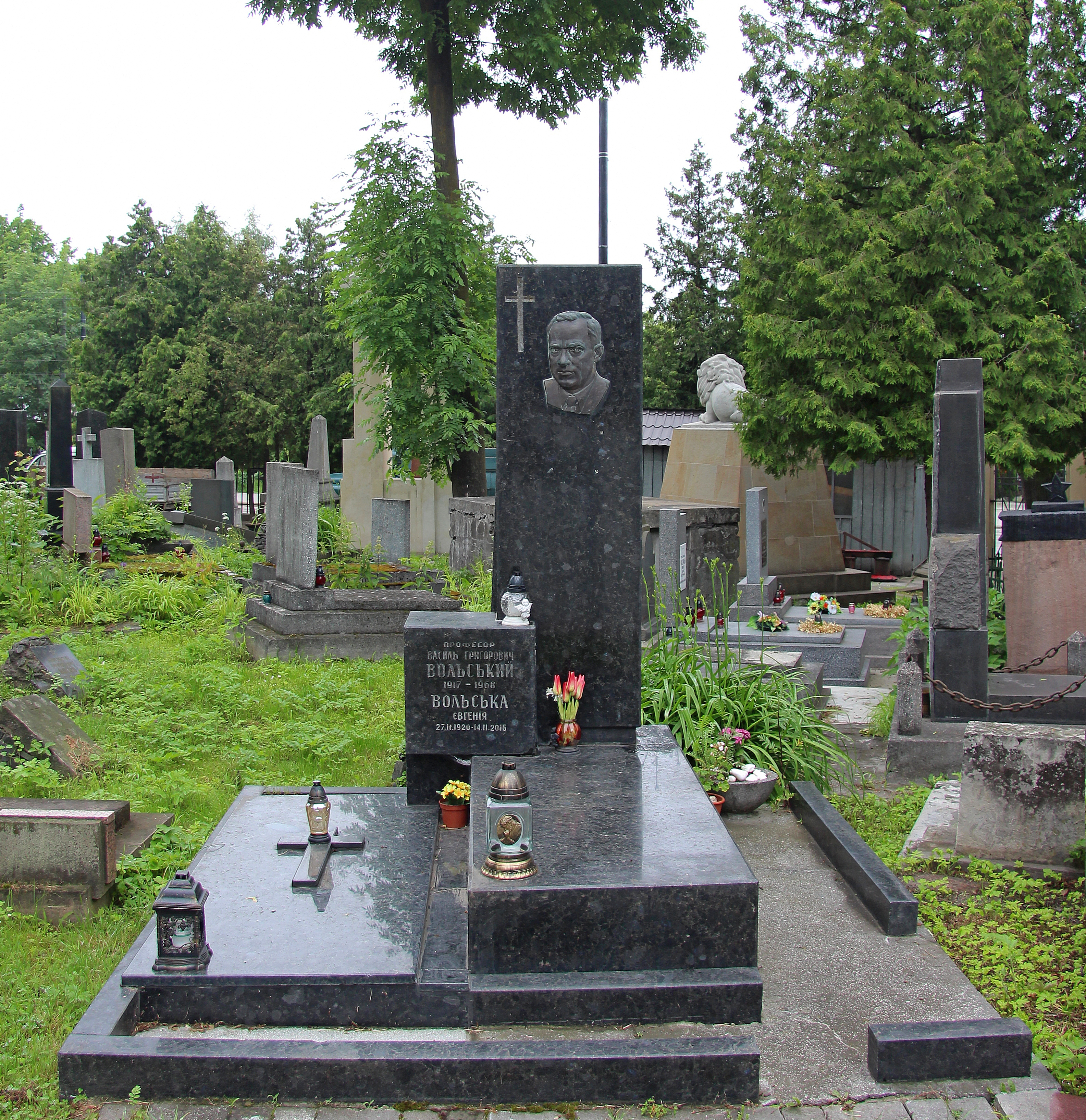

Василь Григорович Вольський — доктор сільськогосподарських наук (1967). Депутат Львівської обласної ради трьох скликань. Директор Інституту агробіології АН УРСР, заступник начальника Львівського обласного управління сільського господарства.
Загинув в автокатастрофі 4 листопада 1968 року. Похований на 1-му полі Личаківського цвинтаря у Львові.